# 30140 Robpergolizzi
30140 Robpergolizzi este un asteroid din centura principală de asteroizi.

## Descriere
30140 Robpergolizzi este un asteroid din centura principală de asteroizi. A fost descoperit pe 4 aprilie 2000 la Socorro, New Mexico, în cadrul proiectului LINEAR. Asteroidul prezintă o orbită caracterizată de o semiaxă mare de 2,37 ua, o excentricitate de 0,16 și o înclinație de 5,2° în raport cu ecliptica.